# Ti moja rožica (album)
Ti moja rožica je 12. album Ansambla Modrijani, ki je izšel leta 2012 pri založbi VOX.

## Seznam pesmi
| Št. | Naslov                                                      | Pisec                                              | Dolžina |
| --- | ----------------------------------------------------------- | -------------------------------------------------- | ------- |
| 1.  | „Ti moja rožica‟                                            | Blaž Švab, Rok Švab/Jože Galič/Blaž Švab, Rok Švab | 2:41    |
| 2.  | „Daj mi poljub‟ (gostujejo Čuki)                            | Jože Potrebuješ/Jože Potrebuješ/Jože Potrebuješ    | 3:54    |
| 3.  | „Le tri stvari‟                                             | Peter Oset/Vera Šolinc                             | 2:35    |
| 4.  | „Moja ladja‟                                                | Niko Zajc/Kazimir Mohar                            | 3:33    |
| 5.  | „S teboj‟                                                   | Blaž Švab/Jože Galič/Blaž Švab                     | 2:13    |
| 6.  | „Kje so tisti mladi fantje‟                                 | J. Krajnc/E.Skalar/Tine Lesjak                     | 3:04    |
| 7.  | „Pomigaj malo‟                                              | Blaž Švab/Blaž Švab/Smiljan Greif                  | 2:10    |
| 8.  | „Babica, hvala ti‟ (gostuje Aleks Fras)                     | Rok Švab/Fanika Požek/Rok Švab                     | 3:42    |
| 9.  | „Ni ljubezni brez solza‟                                    | Simon Gomilšek/Rok Švab/Simon Gomilšek             | 3:51    |
| 10. | „Kar je dobri Bog združil‟                                  | Rok Švab/Jože Galič/Rok Švab                       | 2:59    |
| 11. | „Naše življenje‟                                            | Tine Lesjak/Franci Smrekar                         | 2:08    |
| 12. | „Muzikantovo srce‟ (gostujeta Vera Šolinc in Brane Klavžar) | Vera Šolinc/Brane Klavžar                          | 3:35    |
| 13. | „V dolini tihi‟ (gostuje Jan Plestenjak)                    | ljudska                                            | 3:23    |

## O pesmih
- Ti moja rožica - Najbolj prepoznavna pesem ansambla Modrijani. Avtorja melodije in aranžmaja sta člana Modrijanov Rok in Blaž Švab, besedilo pa je prispeval Jože Galič, znani slovenski orgličar in besedilopisec, nekdaj član ansambla Slovenija. Po podatkih SAZAS-a je bila pesem leta 2012 na 7. mestu med največkrat predvajanimi skladbami na javnih izvajanjih, kot so koncerti, veselice in druge prireditve. Leta 2013 je bila med največkrat predvajanimi narodnozabavnimi skladbami na radiu na 1. mestu tako na komercialnem kot tudi na nacionalnem radiu. Leto pozneje, leta 2014, je bila po številu predvajanj na komercialnem radiu še zmeraj na 1. mestu, medtem ko je bila na nacionalnem radiu na 8. mestu.[1] Pesem se nahaja tudi na kompilacijskem albumu Modrijanova rož'ca iz leta 2016.[2]
- Daj mi poljub - Pesem izvajajo skupaj s skupino Čuki. Po podatkih SAZAS-a je bila pesem med desetimi najbolj predvajanimi narodnozabavnimi skladbami leta 2013. Tako na nacionalnem kot tudi na komercialnem radiu se je uvrstila na 9. mesto. Leto pozneje se je na nacionalnem radiu uvrstila na 20. mesto.[1][3] Pesem se nahaja tudi na kompilacijskem albumu Modrijanova rož'ca iz leta 2016.[2]
- Moja ladja - Gre za priredbo, skladbo je namreč v originalu izvajal Ansambel Nika Zajca.
- S teboj - Skladba se je po podatkih SAZAS-a leta 2014 uvrstila na lestvico top 50 narodnozabavnih skladb, predvajanih na nacionalnem radiu, in sicer na 50. mesto, ki si ga je delila s trinajstimi drugimi skladbami.[3] Pesem se nahaja tudi na kompilacijskem albumu Modrijanova rož'ca iz leta 2016.[2]
- Pomigaj malo - Pesem se nahaja tudi na kompilacijskem albumu Modrijanova rož'ca iz leta 2016.[2]
- Babica, hvala ti - Pesem so posneli skupaj z Aleksom Frasom iz Benedikta, ki je prvič nastopil z njimi na Noči Modrijanov 2010, ko je bil star šele 7 let. Takrat je z njimi zapel in zaigral na diatonično harmoniko skladbo Ansambla Lojzeta Slaka Ne prižigaj luči.[4]
- V dolini tihi - Na albumu kot "bonus" skladba, sicer skoraj ponarodela skladba Ansambla Lojzeta Slaka. Gre za prvo sodelovanje z Janom Plestenjakom (pozneje so z njim posneli še dve avtorski skladbi).